# قيم سوقية سائدة
قيمة سوقية سائدة أو قيمة تقديرية  (بالإنجليزية: (Fair market value (FMV ) هو تقدير قيمة ممتلكات أو عقار بحسب أسعار السوق المتداولة. وقد يقيم ثمن العقار على أساس المثل (نظيره) أو باستعمال النسبة والتناسب مع عقارات أخرى مشابهة.
ونظرا لأن عمليات بيع وشراء الممتلكات مثل العقارات والشركات الشخصية لا تخضغ لأسعار معينة، فلا بد من تقدير قيمتها في السوق على أساس قيمتها السوقية السائدة. ويعتمد تقدير القيمة السوقية السائدة على مكان الملك، والوقت، ووجود أملاك مشابهة له، ومبادئ الأطراف القائمة بالتقدير. وتخضع التقديرات الشخصية على تقييم شعوري للبيانات الموجودة وقت التقدير. ويختلف ذلك عن القيمة الاسمية التي تقدرها هيئة مصلحة رسمية (طبقا للقانون، أو تقدير مصلحة الضرائب، أو تقدير محكمة،.. وغيرها)، وهو ثمن محدد لملك أو إنتاج أو خدمات.
ولا يعتبر بيع عقار في المزاد العلني مطابقا للقيمة السوقية السائدة، حيث أن البائع مضطرا للبيع. ومن الأمثلة الأخرى التي لا تعتبر بيعا طبقا للقيمة السوقية السائدة، البيع الاضطراري بسبب الإفلاس أو المصادرة.

## اقرأ أيضا
- قيمة سوقية
- تخطيط القدرة
- دفتر حسابات
- بضاعة موجودة